# Koppardvärgrall
Koppardvärgrall (Laterallus ruber) är en centralamerikansk fågel i familjen rallar inom ordningen tran- och rallfåglar. Den hittas i sötvattensvåtmarker från södra Mexiko söderut till nordvästra Costa Rica. Arten är fåtalig men anses inte vara hotad.

## Kännetecken

### Utseende
Koppardvärgrallen är som namnet antyder liten, endast 14–16,5 centimeter. Den är huvudsakligen bjärt kastanjefärgad med blekare hake och buk, svartaktig krona och mörkgrå örontäckare. Näbben är svart, irisen röd och fötter och ben är olivgröna. 

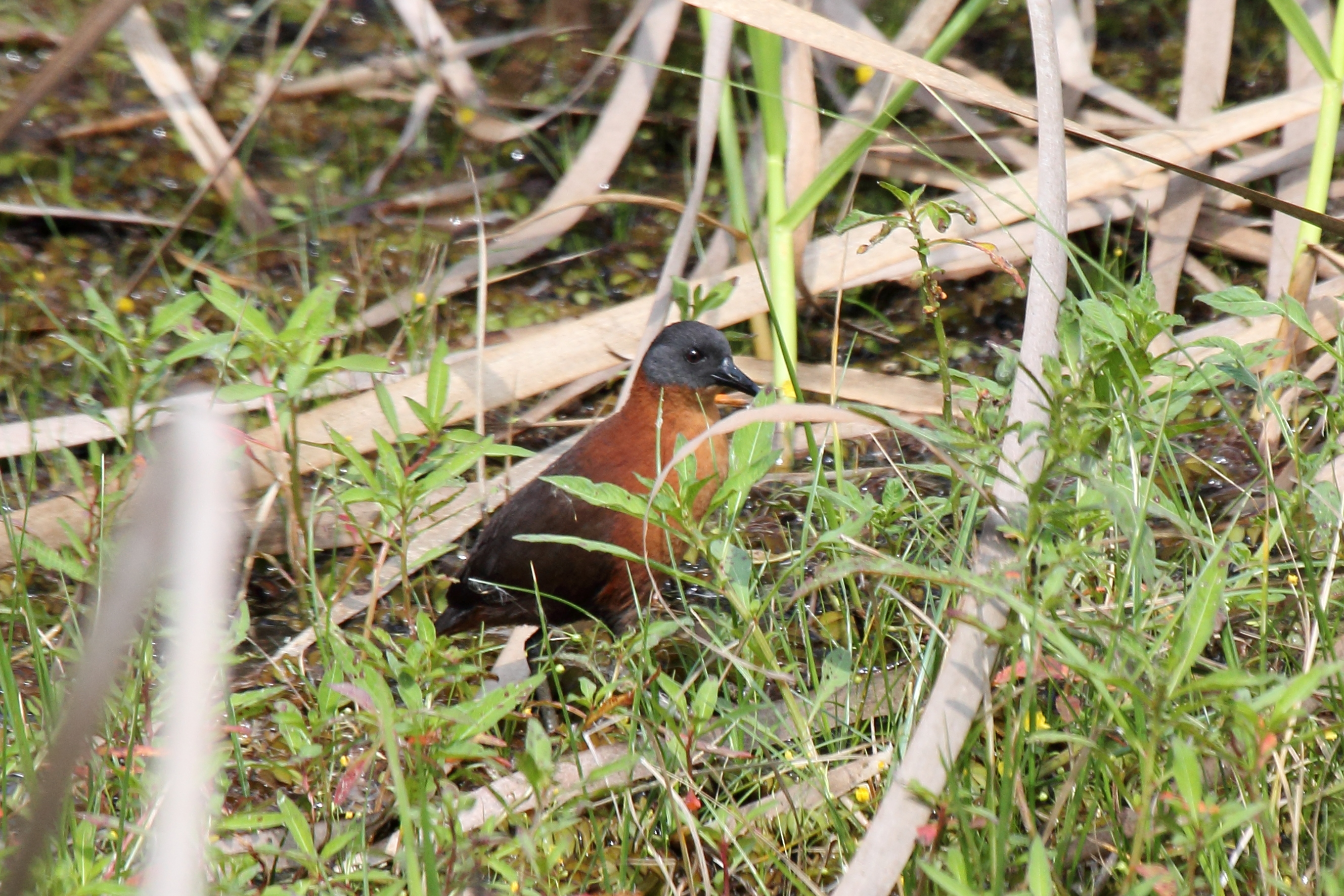

### Läte
Lätet är en explosiv fallande drill likt vitstrupig dvärgrall (Laterallus gularis), föregången av några dämpade pipande toner. Den spelar året runt, under häckningstid ofta och till och med mitt på dagen.

## Ekologi
Den förekommer i sötvattensvåtmarker som fuktiga fält, diken, träsk och vassbälten upp till 1 500 meters höjd. Arten häckar från juli till september i Honduras, i juli i Nicaragua. Den bygger ett kompakt vävt bo av gräs, löv och vass med en sidoingång. Däri lägger den tre till sex ägg. Det finns information om artens föda.

## Utbredning och systematik
Fågelns utbredningsområde sträcker sig över Centralamerikas lågland från södra Mexiko till nordvästra Costa Rica (norra Guanacaste). Tidigare har upp till tre underarter erkänts, men skillnader har visat sig bero på könsdimorfism. Den har även påträffats i Panama och är möjligen utdöd i Costa Rica.

### Släktskap
Genetiska studier visar att koppardvärgrallen är närmast släkt med artparet rödsidig dvärgrall (Laterallus melanophaius) och rostsidig dvärgrall (Laterallus levraudi).

## Status
Arten har ett stort utbredningsområde, men en relativt liten världspopulation på färre än 50 000 individer vars utveckling dessutom är okänd. Internationella naturvårdsunionen IUCN anser dock att den trots detta inte är hotad och placerar den därför i hotkategorin livskraftig (LC).